# Acura
Acura è il marchio premium usato dalla Honda per alcuni modelli di autovetture di classe superiore utilizzati soprattutto per il mercato statunitense, fondata nel marzo 1986.

## Storia

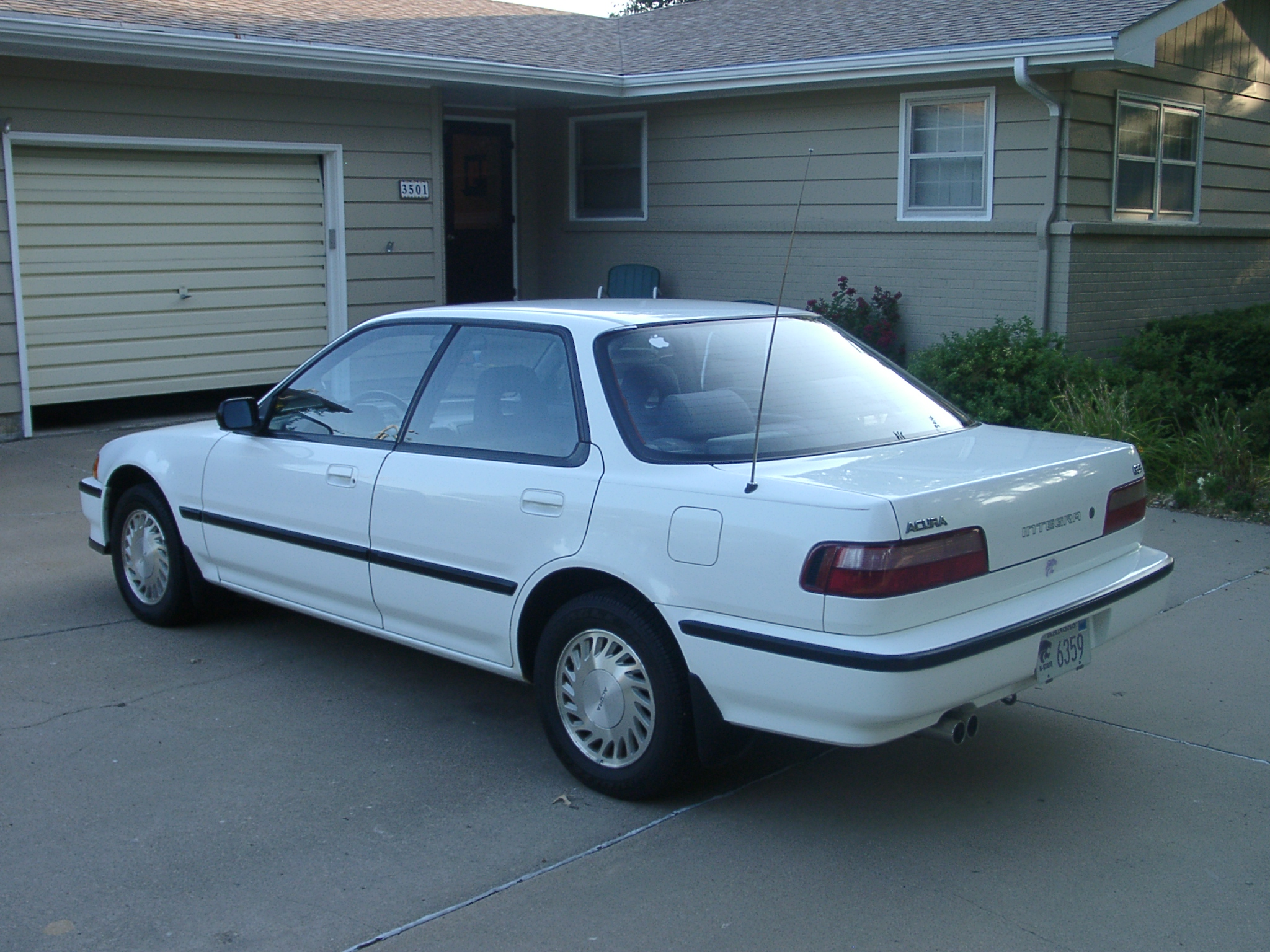
Una Acura Integra

Viene considerata il primo tentativo da parte delle case automobilistiche giapponesi di entrare nel mercato americano delle auto di lusso e di quello delle auto sportive con un marchio autonomo, esempio seguito a breve da Toyota con il logo Lexus e da Nissan che propose l'Infiniti.
Per primi vennero commercializzati con il nuovo marchio i modelli conosciuti nelle altre nazioni come Honda Legend e Integra, seguiti nel 1990 dalla NSX. Per appoggiare le vendite furono aperti nel territorio statunitense 60 nuovi concessionari destinati espressamente alle Acura.
Fu proprio con la sportiva NSX che il marchio incontrò i primi successi sui mercati statunitense e canadese ma ben presto iniziò un periodo di minori vendite, imputabili secondo i vari critici alla poca originalità del design come anche alle scelte commerciali non molto azzeccate in merito ai nomi delle autovetture: i modelli più recenti persero un vero nome caratteristico in favore di sigle come nel caso dell'originaria "Legend" sostituita da una più anonima "RL".
Nel 2002 anche la gamma Integra venne sostituita da una nuova serie di vetture con la denominazione di "RSX". Nel 2004 il marchio Acura venne introdotto anche sul mercato messicano e due anni dopo anche su quello cinese. Una delle ultime decisioni da parte del brand è stata quella di introdurre a partire dal 2008 anche delle motorizzazioni diesel nella gamma.

## Acura nello sport

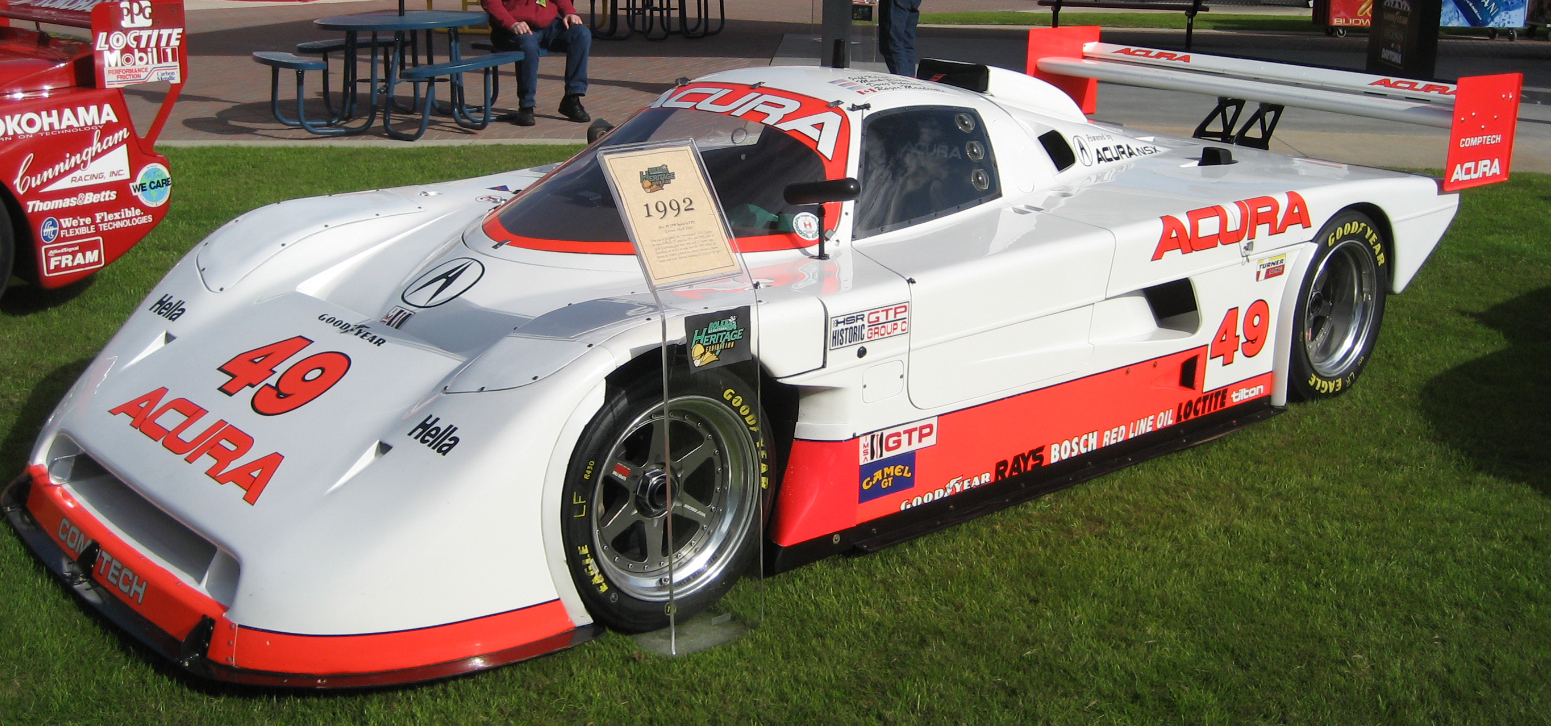
Comptech Spice Acura

Il marchio Acura è stato anche utilizzato nelle competizioni automobilistiche, inizialmente nelle gare di campionato IMSA e in quelle di durata come la 24 Ore di Daytona, mentre è del 2006 l'annuncio di voler partecipare anche alla serie American Le Mans. Per le competizioni si è appoggiata anche ad altri costruttori specializzati nella telaistica come ad esempio la Spice e la Lola, montando naturalmente propulsori di costruzione propria.
L'esordio nella serie, avvenuto nel 2007 alla 12 Ore di Sebring può essere in effetti definito soddisfacente con il raggiungimento del secondo e terzo posto alle spalle della Audi R10. Per le competizioni del 2008 si è presentata con una nuova versione del suo modello di punta, affidata a quattro diversi team. Nel 2009 ha prodotto la sua prima LMP1, la Acura ARX-02. Dal 2010 la Honda ha annunciato che tutti i futuri prototipi sarebbero stati costruiti sotto il nome di HPD (Honda Performance Development), e l’Acura non ha più partecipato ufficialmente alle competizioni fino al 2017, quando è rientrata nell’IMSA producendo la sua versione GT3 della NSX e nel 2018 ha aderito ai regolamenti DPi producendo la ARX-05. L’Acura ha anche annunciato che continuerà il suo impegno nell’IMSA, producendo una vettura LMDh dal 2023.
Dal 2017 al 2019 è stato lo sponsor principale dei Columbus Crew, squadra militante in Major League Soccer.
In Formula 1, per il Gran Premio degli Stati Uniti d'America 2021 è sponsor per Red Bull e AlphaTauri

## Modelli

### In produzione
- Acura MDX
- Acura RDX
- Acura Integra
- Acura TLX
- NSX successore della prima generazione Acura NSX
- Acura CDX

### Fuori produzione
- Acura RLX sostituita dalla Acura RL
- Acura ZDX
- Acura ILX sostituita dalla Acura CSX
- Acura CSX
- Acura TSX
- Acura RSX sostituita dalla Acura TSX
- Acura EL sostituita dalla Acura CSX
- Acura CL
- Acura TL sostituita dalla Acura TLX
- Acura RL sostituita dalla Acura RLX
- Acura SLX sostituita dalla Acura MDX
- Honda Vigor sostituita dalla Acura TL
- Honda Integra sostituita dalla Acura RSX e Acura EL
- Acura Legend rinominata Acura RL